# Templo Conventual de Santa Mónica
El templo conventual de Santa Mónica, conocido también como del Señor de las Maravillas, es una iglesia ubicada en el centro de la ciudad de Puebla (avenida 18 poniente y calle 5 de mayo), fundado y edificado por las monjas agustinas a finales del siglo XVI, anexo al convento de Santa Mónica. 

## Historia
Don Julián López y el canónigo don Francisco Reynoso, decidieron establecer un hospicio o casa de reclusión para que las señoras casadas esperaran a sus maridos de sus expediciones para la conquista en un santo retiro. El local se estableció en un punto norte de la ciudad de Puebla hacia el año 1606, sin embargo, el hospicio fue un fracaso. Al no tener éxito, decidieron fundar una institución de reclusorio forzoso para mujeres perdidas o de mala vida, este ubicado al extremo opuesto de la ciudad en el año 1609, el cual se dedicó a Santa María Egipciaca. El funcionamiento de esta institución duró mientras vivieron los bienhechores. 
En el año 1676, el doctor Manuel Fernández de Santa Cruz, quien había subido a la silla episcopal de Puebla, se dio a la tarea de mejorar los institutos religiosos de mujeres; durante su gestión hasta el año 1699 reorganizaron parte de los conventos dándoles reglas más severas, durante este tiempo se decidió trasladar la casa de recogimiento a otro sitio, para esto, se recurrió a la santa sede para que se autorizaran los medios del patronato para una causa distinta que era un  colegio de niñas vírgenes, nobles, virtuosas y pobres; se cambió el título de la misma Santa Mónica.  
Para 1680, antes de que se autorizara el cambio, ya estaba iniciando la construcción de una capilla y en 1682, la Sede Romana autorizó el cambio de función; El obispo decidió que en vez de colegio sería bueno establecerlo como convento de monjas agustinas recolectas, quien escribió al Rey don Carlos II y al Papa quienes contestaron de manera afirmativa el año 1688. 
Contando con la aprobación pontificia, inmediatamente se construyó el monasterio, el cual ocupa cerca de media manzana sin contar el templo, esto gracias a la considerable donación del señor Jorge Zeron de Zapata $50.000, y del obispo Santa Cruz, quien incluso dejó en su testamento que, al morir, su corazón fuera enterrado en el coro; por ello, el corazón del obispo se encontraba "depositado en una vasija de cristal incrustada en el muro derecho del coro bajo de la iglesia del convento, a cuyas religiosas lo donó en su testamente, símbolo del profundo afecto que las tenía"  y también está labrado en piedra un corazón, el cual se encuentra en la fachada del templo como símbolo de San Agustín y del obispo. En recuerdo a Zerón Zapata una pequeña iglesia. Además, las esculturas orantes de Santa Cruz y Zerón en ambos lados del altar.
En 1749 se iniciaron obras de remozamiento; estas consistían en decoración barroca a base de yeserías y la tabla de un soberbio retablo dorado, el cual fue destruido en 1841. Al término de estas obras el obispo Don Domingo Pantaleón Álvarez de Abreu lo volvió a consagrar el 7 de noviembre de 1751. Las dimensiones del convento fueron conservadas hasta 1862, cuando fue fraccionado.

## Arquitectura
El templo cuya edificación concluyó en 1688, presenta una fachada sencilla. La parte oriente ocupa ocho tramos separados por contrafuertes de planta cuadrada, mismos que suben hasta dejar una cornisa sobresaliente y un pináculo piramidal. Los primeros tres tramos que pertenecen al extremo opuesto del presbiterio están ocupados en la parte central por ventanas rectangulares apaisadas y con sencillas gárgolas que corresponden al coro alto y bajo del convento. El resto de las contrafuertes tienen pequeños símbolos alusivos al convento; el primero es una fuente, el segundo un templo, seguido del corazón de San Agustín, una mitra junto al báculo de San Agustín y una columna que hace referencia a que esta es San Agustín. El último contrafuerte localizado en la esquina del templo no tiene adorno.
Debido a que es un típico templo conventual de monjas, tiene dos puertas laterales situadas en el segundo y tercer tramo, típicas del ceremonial establecido para estos institutos. Las dos puertas tienen un sencillo enmarcamiento que se componen por una sobresaliente cornisa, entablamientos con triglifos y a los lados pilastrillas almohadilladas de simples capiteles, el punto medio como las jambas, son hechas de piedra. Tiene una talla entablerada muy barroca a base de molduras radiales y en su interior motivos vegetales, medallones mixtilíneos, uno de ellos con la talla de San Agustín de cuerpo completo y en el otro Santa Mónica, ambos con un dosel en la parte alta y en la cúspide un león de cuyas fauces sale el dosel. La segunda puerta tiene un enmarcamiento similar, a diferencia de que esta tiene tallados los medallones de San Juan de Sahagún y el de Santa Rita de Casia. Sobre la puerta hay una cornisa saliente, un remate a base de dos pináculos empotrados y unos roles bastantes rectos en la parte central. En medio hay un nicho avenerado de Santa Mónica separado por dos pilastrillas.
La cúpula da lugar por fuera a las ventanas, una en cada uno de sus ocho lados, se enmarca por pilastras de capiteles. La media naranja está cubierta de ladrillos que rematan en una cruz de hierro.
La torre está inscrita al interior del claustro del convento posiblemente del siglo XIX, remata en ánforas con piñas, el capulín y una cruz de hierro.
La iglesia es de una sola nave, se compone por tres tramos de bóveda de lunetos decorada con casetones pintados. El presbiterio es igualmente de bóveda de lunetos y tiene aplicaciones de lienzos al óleo con representaciones de ángeles. El muro testero está cubierto por el altar y retablo mayor, el cual consta de un cuerpo y un remate. La base consta de paneles cuadrados con molduras doradas. El primer cuerpo se compone de dos columnas corintias, canaladuras a cada lado y sostienen un entablamiento que sobresale del muro hacia el frente en tres salientes y un friso a base de molduras doradas. Hay un fanal de cuatro columnillas corintias en la entre calle central, sostienen un medio capulín rematado en el cordero, sobre el libro de los siete sellos y un resplandor. En su interior se colocó otro nicho con una escultura de la Virgen de Fátima, a los lados están colocados unos ángeles en adoración y medallones con pinturas que refieren a las Santas Agustinas y otra con un Cristo. A los lados de la epístola hay un par de obras del famoso escultor Ravello, una escultura decimonónica de Santa Mónica y del lado opuesto una de Nuestra Señora de la Consolación.
El remate del altar es un nicho ovalado, moldurado en círculos que contiene la escultura patronal de Santa Mónica que fue elaborada cerca de 1917 por la religiosa Sor Consolación Río. El nicho está flanqueado por columnillas roleadas, rematan en un friso y luego, en un frontón triangular en cuyo centro hay un querubín.